# 演替

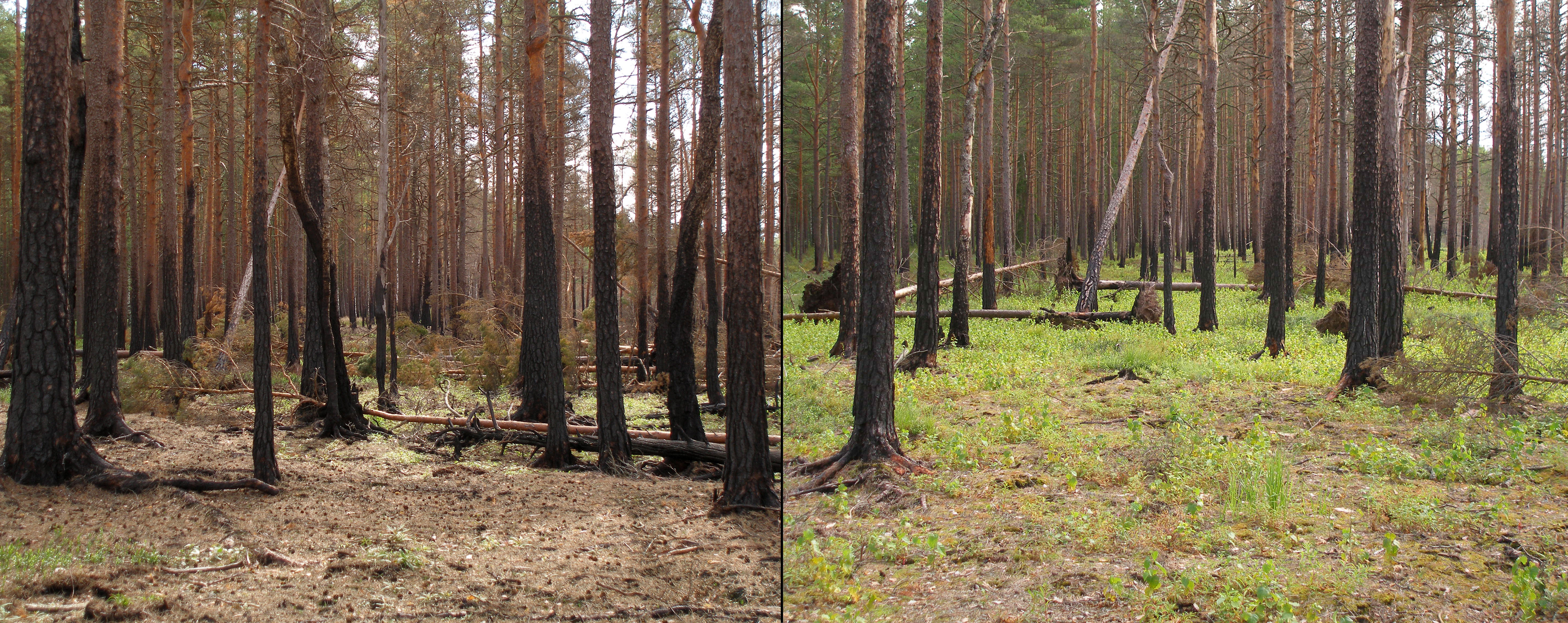
北方針葉林在干擾後的演替：野火後一年（左）和兩年（右）

演替（在台灣又稱消長）是一个生态群落的物种结构随时间变化的过程，是由低级到高级，由简单到复杂，一个阶段接着一个阶段，一个群落代替另一个群落的自然演变现象。其时间尺度可能是（例如野火之後的）几十年或者更長/更短。
演替過程中，群落从數量相对较少的先驅種开始，随着复杂性的增加而发展，直到成为一个稳定或能自我維持的顶极群落。演替的動力，即生态系统發生演變的原因，是在生態系統中立足的生物体對其周圍環境的影响。這些生物體生存時會对所處環境產生一些改變，這種改變可能微小也可能很明显。
演替是群落在受干扰後或在新栖息地定殖後的，一定程度上有序且可预测的变化过程。觸發演替的原因可能是形成了新的、未曾被定居過的的栖息地（例如熔岩冷卻後和严重的山体滑坡後），或者是對群落的某種干扰（例如火灾、严重的风吹或伐木）。始于新栖息地且不受已有群落影响的演替称为原生演替（或初生演替），而现有群落破坏之后的演替称为次生演替。
演替是生态学中最早的理论之一。演替最早在美國印第安纳州西北部的印第安纳沙丘得到記錄，且至今仍是重要的生态学研究课题。

## 历史
生态演替思想的前身可以追溯到19世纪初。早在1742年，法国博物学家布丰就指出，在森林的自然演變过程中，杨树先于橡树和山毛榉。布丰后来受到巴黎大学神学委员会的壓力，放弃了许多理念，因為這些理念與《聖經》中神創的叙述相牴觸。
瑞士地质学家让-安德烈·德吕克和后来的法国博物学家阿道夫·杜洛·德拉马勒 (Adolphe Dureau de la Malle）是首次在描述森林砍伐后的植被发育時使用“演替”一词。1859年，亨利·戴维·梭罗写了一篇題為《森林树木的演替》的演講稿，其中描述了橡树-松树林的演替：“观察者们早就知道，松鼠会将坚果埋在地下，但我还没见过有人用它解释森林的规律性演替。”奥地利植物学家安东·克纳（Anton Kerner）于1863年发表了一项关于多瑙河流域植物演替的研究。
Ragnar Hult於1885年对布萊金厄的森林发展阶段的研究指出，在荒地发展成森林前，先有草原变成石楠荒原的過程。桦树在森林发展的早期阶段占主导地位，然后是松树（干燥的土壤上）和云杉（潮湿的土壤上）。如果桦树被橡木取代，最终会发展出山毛榉。沼泽的演替則是从苔藓到莎草再到沼泽植被，然后是桦树，最后是云杉。

### H. C.考尔斯

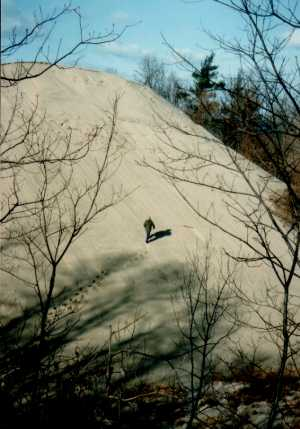
密歇根湖上的印第安纳沙丘，啟發考尔斯提出了生态演替理论

1899-1910年间，芝加哥大学的亨利·钱德勒·考尔斯提出了更正式的演替概念。受尤金纽斯·瓦尔明对丹麦沙丘研究的启发，考尔斯研究了密歇根湖沿岸沙丘（印第安纳沙丘）上的植被发育。他认识到，不同年龄的沙丘上的植被可能可以用沙丘上植被发展总体趋势的不同阶段来解释（一种研究植被变化的方法，后来称为时空替代或年代序列研究）。他于1899年首次在《Botanical Gazette》上发表了这项研究（The ecological relations of the vegetation of the sand dunes of Lake Michigan）。在一經典文獻和随后的论文中，他提出了原生演替和演替系列（一定环境条件下可重复的群落变化序列）的概念。

### 格里森和克莱门茨
大约1900年到1960年间，对演替的理解由与考尔斯处于同时代的弗雷德里克·克莱门茨的理论所主导，他认为，无论起始条件如何，演替系列都是高度可预测和确定的，并且收敛于一个由气候决定的稳定的顶极群落。克莱门茨将生态群落的演替发展明确地类比为生物的个体发育，他的模型常称为群落生态学的伪有机体（pseudo-organismic）理论。克莱门茨和他的支持者研发了一种复杂的群落分类法和演替路径。
早在1920年代，亨利·格里森就给出了一个明显不同的框架。格里森模型比克莱门茨模型更复杂，也更多不确定性。与克莱门茨的观点最根本的不同在于，它暗示机会因素的作用更大，并否认存在连贯的、界限分明的社区类型。格里森认为，物种分布分别各自地对环境因素作出反应，最好将群落视为物种分布并置的产物。格里森的想法于1926年首次发表，直到1950年代后期才得到重视。

### 现代
对演替模型和群落理论进行更严格的数据驱动测试，大致始于罗伯特·魏泰克和约翰·托马斯·柯蒂斯于1950-1960 年代的工作。演替理论从此不再单一，变得更加复杂。 J. Connell和R. Slatyer尝试將演替過程歸納為一種機制。英国和北美的生态学家基本放棄了稳定顶极植被的概念，人們認識到演替过程不太具有确定性，而群落發展中的历史偶然性和其他可能的演替路径都有着重要作用。关于演替動態的一般可预测性以及平衡与非平衡过程的相对重要性的争论仍在继续。哈佛大学前教授Fakhri A. Bazzaz在讨论中引入了尺度的概念，他认为在局部或小区域范围内，过程是随机和不完整的，但若考虑更大範圍，則不可否認會出現某些趋势。

## 因素
演替的發展路徑可能受场地条件、引发演替的事件（干擾）的特點、現存物种的相互作用，以及更随机的因素（如定殖者或种子或干擾發生時的天气条件）的影响。其中一些因素使演替的动态更可预测，另一些則增加了概率因素。当今两个重要的干擾因素是人类行为和气候变化。
一般而言，演替早期階段的群落由快速生长、擴散能力強的物种（机会種、避难种或r选择物種）主导。随着演替的进行，这些物种容易被更具竞争力（K选择）的物种取代。
有學者提出演替中生态系统的趨勢和群落特徵，但似乎很少有普遍性。例如，随着新物种到来，物种多样性在演替早期几乎必然增加，但在演替后期中可能会下降，因为竞争消除了机会种并导致當地優勢競爭者佔據主導地位。净初级生产力、生物量和营养特性都在演替中呈現变化的模式，具体情形取决于生態系統和場地。
過去認為，演替有叫做顶极群落的終極穩定阶段，有时也称为场地的“潜在植被”，主要受当地气候影响。但是現代生态学家在很大程度上放弃了这一观点，转而支持生态系统动力学的非平衡观点。大多数自然生态系统受到干扰的速度使“顶极群落”无法实现。氣候變遷的速度和频率发生往往以足以阻止到达顶极群落状态。物种分布范围扩大和外來物種的引進能夠使物种库不斷增加，從而不断地重塑群落。
一些生态系统属性的发展，如土壤特性和养分循环，都受到群落特性的影响，這又反過來影响接下來的演替发展。这种反馈过程可能只发生几个世纪或几千年。再加上干扰事件和其他长期（例如气候）变化的随机性，这种动态使“顶极群落”概念是否适用或在考虑实际植被时是否有用變得可疑。

## 类型

### 原生演替
從在先前未被群落占据的区域（例如新暴露的岩石或沙子表面、熔岩流、冰积土等）內定殖開始進行的演替，称为原生演替或初生演替。原生演替的阶段先後包括先驅種的微生物、植物（地衣和苔藓）、草地阶段、较小的灌木，最後是乔木。当有食物可供动物食用时，动物会开始返回。演替成为功能齐全的生态系统时，就达到了顶极群落阶段。

### 次生演替
1. 稳定的落叶林群落
2. 一场干扰事件（如野火）摧毁森林
3. 森林被燃烧殆尽
4. 大火留下空地，但土壤未被毁灭
5. 草和其他草本植物首先先长
6. 小灌木和乔木开始定殖该地区
7. 速生的常绿乔木充分发育，而耐荫乔木则在林下叶层生长
8. 短生、不耐阴的常绿乔木在被较大的落叶乔木遮蔽后死亡。生态系统已恢复到和最初类似的状态。

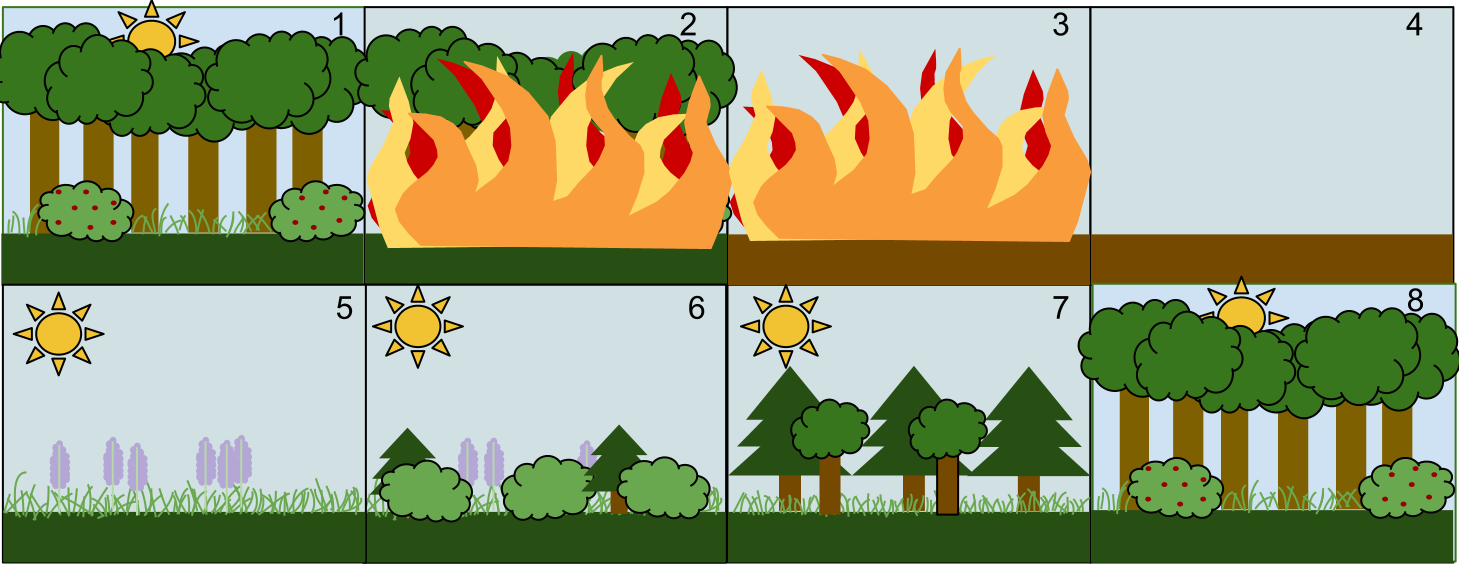
次生演替阶段的案例：

严重干扰导致先前存在的群落被清除后发生的演替称为次生演替。次生演替会受到干扰前条件的强烈影响，包括土壤发育、种子库、残存有机质和残存的活生物体。由于残留肥力和已经存在的生物，次生演替早期的群落演变可能相对较快。
次生演替比原生演替更常被观察和研究。特别常见的次生演替类型包括火灾、洪水和强风等自然干扰之后发生者，以及伐木和农业等人为干扰之后发生者。次生演替中，土壤和生物需要保持不受毁坏才可能提供重建所需的物质。
例如，美国堪薩斯州东部一个支离破碎的旧田野栖息地中，木本植物在大片和邻近的斑块上更迅速地（每单位面积）定殖。

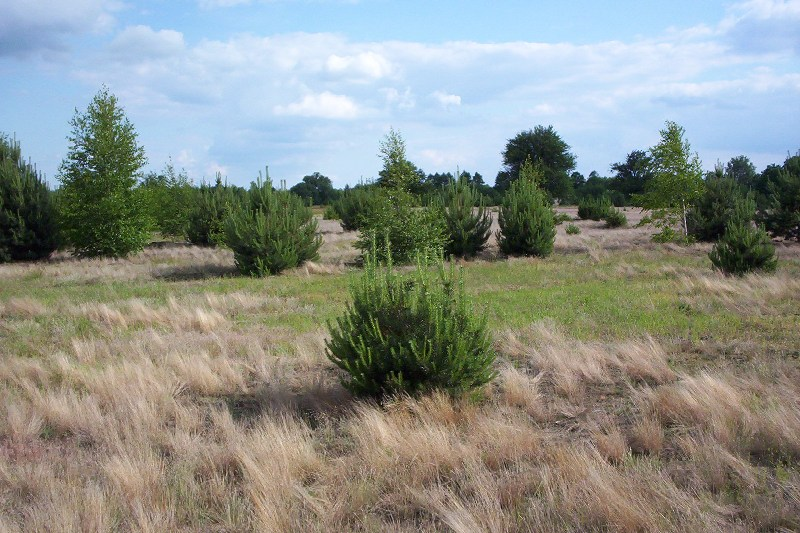
次生演替：树木定殖荒废的的田地和草地。

次生演替能夠迅速改变景觀。在1900年代，阿卡迪亚国家公园发生了一场野火，烧毁了大部分景观。景观中原有常绿树木。火灾发生后，该地区至少一年後才出現灌木。最终，落叶树而非常青树开始生长。
1995年Moorman河和拉皮丹（Rapidan）河洪水破坏仙納度國家公園的植物和动物群落，此後公園中发生了次生演替。

### 季节性和周期性动态
与次生演替不同，这些类型的植被变化不需要干扰來啟動，是由波动的物种相互作用或重复事件引起的周期性变化。这些模型中，顶极群落的概念需要修改為动态状态。

### 植物演替的原因
自發演替可以由當地生物造成的土壤变化引起。这些变化包括枯枝落叶层或腐殖层中有机物的积累、土壤养分的改变，或植物生长导致的土壤pH值变化。植物本身的结构也可能改变群落。例如，当乔木等较大的物种成熟时，它们会在发育中的森林地面上投下阴影，往往会排擠需要光照的物种。此時耐荫物种将侵入相應地区。
異發演替是由外部环境影响引起的，而不是由植被引起的。例如，侵蚀、淋滤或淤泥和黏土的沉积引起的土壤变化会改变生态系统中的养分含量和水分的关系。动物在外源性变化中也起着重要作用，牠們们可能是传粉者、种子传播者和植食性动物。牠們还可以增加某些地区土壤的养分含量，或者改变土壤（如白蚁、蚂蚁和鼹鼠），在生境中形成斑块。其過程中可能会形成有利于某些物种的重建的場地。
氣候因素可能非常重要，但時間尺度比其他任何因素都长得多。温度和降雨模式的变化将促进群落演變。每次大冰期結束後，气候变暖，並發生巨大的演替變化。苔原植被和裸露的冰碛沉积经历了落叶混交林的演替。导致温度升高的温室效应很可能在下个世纪带来深刻的外源性变化。火山爆发、地震、雪崩、陨星、洪水、火灾、大风等地质和气候灾难也会带来外源性变化。

### 机制
1916年，弗雷德里克·克莱门茨发表了描述性的演替理论，并作为一般的生态学概念提出来。他的演替理论对生态思想产生了强大的影响。克莱门茨的概念通常被称为经典生态学理论。克莱门茨認為，演替是包含多个阶段的过程：
1. 裸地（Nudation）：演替在裸露的地表開始發展。
2. 迁徙（Migration）：繁殖體到来。
3. 定居（Ecesis）：植被生根並初步生长。
4. 竞争（Competition）：随着植被成熟、生长和扩散，各物种开始争夺空间、光照和营养。
5. 反应（Reaction）：該階段內，诸如腐殖质的积累等自生变化会影响栖息地，一个植物群落会取代另一个植物群落。
6. 稳定（Stabilization）：稳定的顶极群落形成。

### 其他分類方式
按时间进程
- 快速演替：几年内完成
- 长期演替：持续几十年到几百年。如：云杉林被采伐后的恢复演替
  - 世纪演替：持续时间相当久，一般以地质年代计算，常伴随气候的历史变迁或地貌的大规模改造。

按主导因素
- 群落發生演替（群落發生）
- 内因生态演替
- 外因生态演替

按照基质的性质
- 水生基质演替系列
  - 黏土生演替系列
  - 砂生演替系列
  - 石生演替系列
  - 水生演替系列
- 旱生基质演替系列
  - 黏土生演替系列
  - 砂生演替系列
  - 石生演替系列

按群落代谢特征
- 自养演替
- 异养演替

### 演替系列
水生演替系列
1. 自由漂浮植物阶段
2. 沉水植物阶段
3. 浮叶根生植物阶段
4. 直立水生阶段
5. 湿生草本植物阶段
6. 木本植物阶段

旱生演替系列
1. 地衣植物群落阶段
2. 苔藓植物群落阶段
3. 草本植物群落阶段
4. 灌木群落阶段
5. 乔木群落阶段

## 延伸閱讀
- Connell, J. H.; R. O. Slatyer. . The American Naturalist. 1977, 111 (982): 1119–44. doi:10.1086/283241.
- Frouz, J., Prach, K., Pižl, V., Háněl, L., Starý, J., Tajovský, K., Materna, J., Balík, V., Kalčík, J., Řehounková, K. 2008. Interactions between soil development, vegetation and soil fauna during spontaneous succession in post mining sites. European Journal of Soil Biology. 44: 109-121.